# Ermita de la Virgen del Plu (Marcilla)
La Ermita de la Virgen del Plu es un templo mariano situado en el centro del casco urbano de Marcilla (Navarra, España). Se data de su existencia desde el año 1474, fecha en que fue ampliada. El edificio fue reconstruido en el siglo XVII sobre los restos de otro anterior del siglo XV, y ha sufrido diversas transformaciones hasta la actualidad. De las cuatro ermitas que debieron existir en Marcilla es la única que permanece abierta al culto habiendo desaparecido la ermitas de San José, Santa Brígida y Santa María Magdalena.

## Etimología
Según informa Tomás López Sellés, «en 1521 se le llamaba Nuestra Señora del Pruno, y en 1648, por primera vez, Virgen del Plu». A este respecto Fernando Pérez Ollo añade: 

Plu parece derivar de pruno (que es ciruelo), y sobre un ciruelo cuenta la tradición que se apareció la Virgen. Ntra. Sra. del Pruno decían en 1521 y Plu lo encontramos en 1648. Pero no debe olvidarse que mucho más tarde aún se da el nombre Puy referido a esta imagen, a la que cambiaron la cabeza en 1871.
Fernando Pérez Ollo, 1983

## Descripción
En el Catálogo Monumental de Navarra se describe así:
«Presenta una planta de cruz latina con nave de tres tramos y cabecera semicircular que se cubre con una bóveda de medio cañón con lunetos, excepto en el crucero que se ha modificado para incorporar una linterna y la cabecera que lo hace con un cuarto de esfera moderno. Los arcos fajones se decoran con temas geométricos de óvalos y rectángulos de estirpe serliana y descansan en dobles pilastras sobre las que discurre una cornisa que perfila el perímetro del templo.

Si en el interior el material, el ladrillo, aparece enlucido, al exterior queda a la vista, en perfecta armonía con las casas que la rodean. La entrada, moderna, se abre a los pies y presenta un arco de medio punto protegido por un pórtico cubierto por medio cañón con lunetos.»
Según informa la web municipal los «paramentos y techumbres del recinto están decorados al acrílico por José Antonio Pérez Fabo, entre los años 1985-2003. El cálido cromatismo de los motivos alegóricos, dota al conjunto de una luminosidad especialmente atractiva y moderna.»

Interior de la ermita
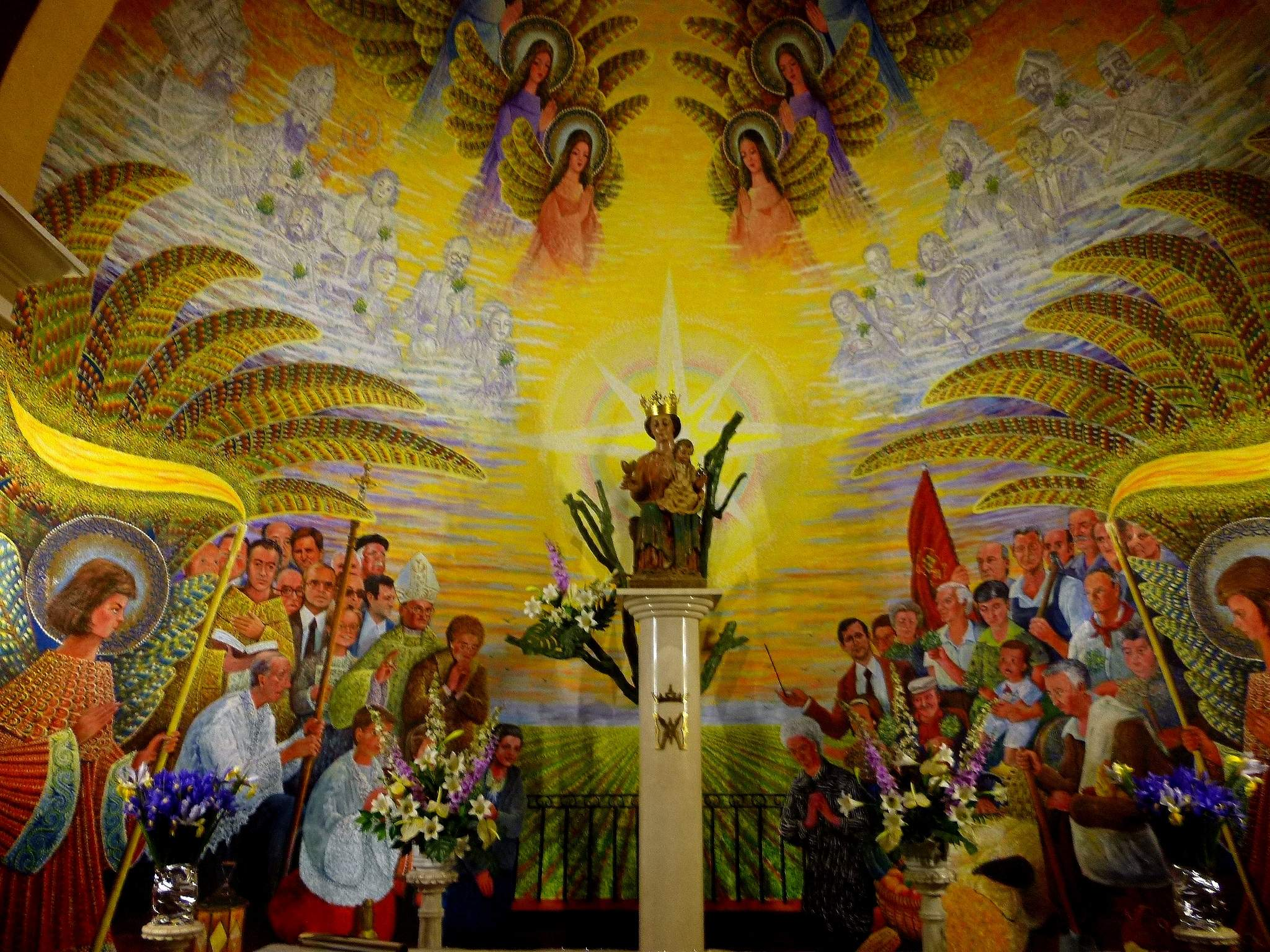
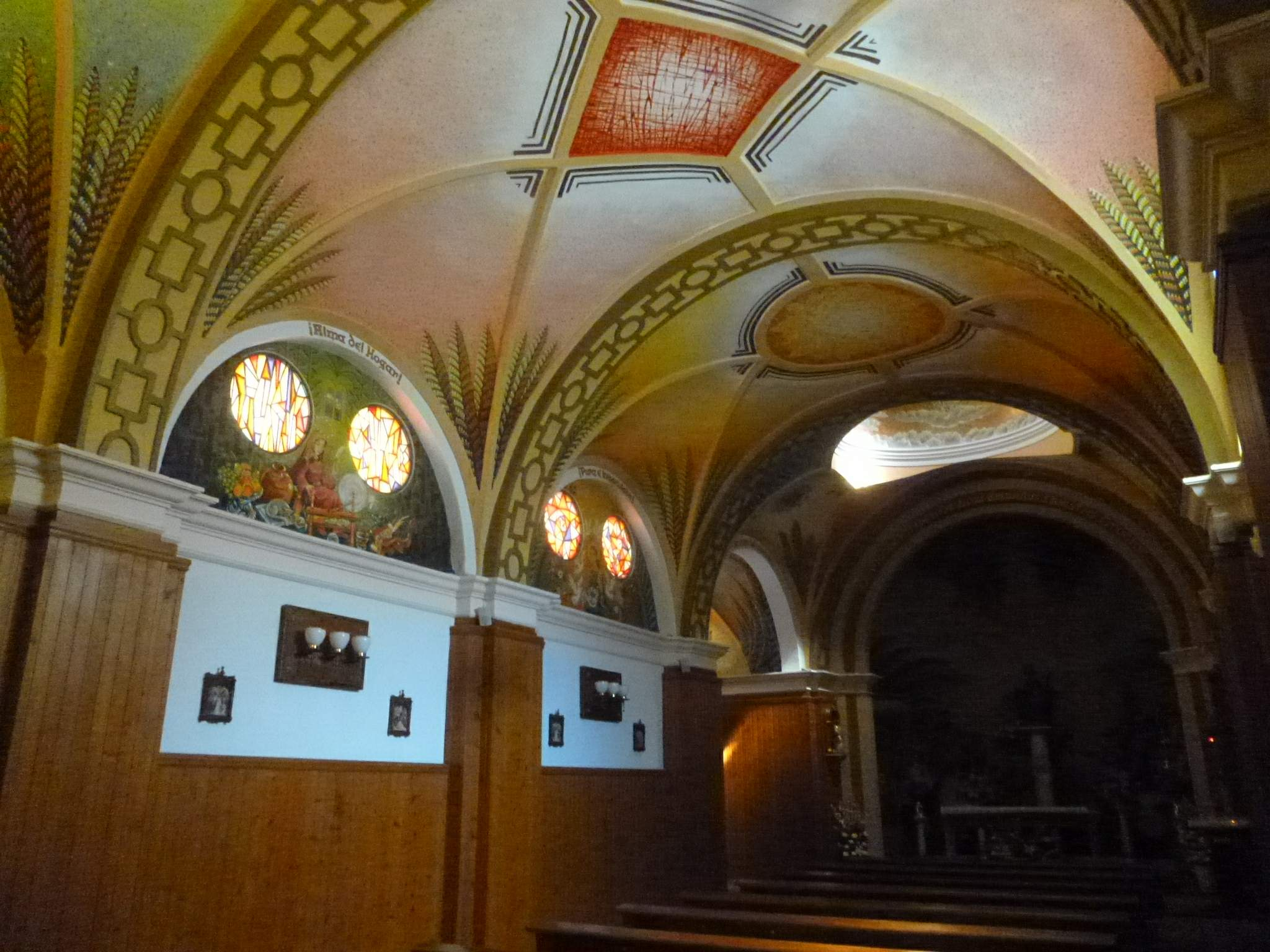
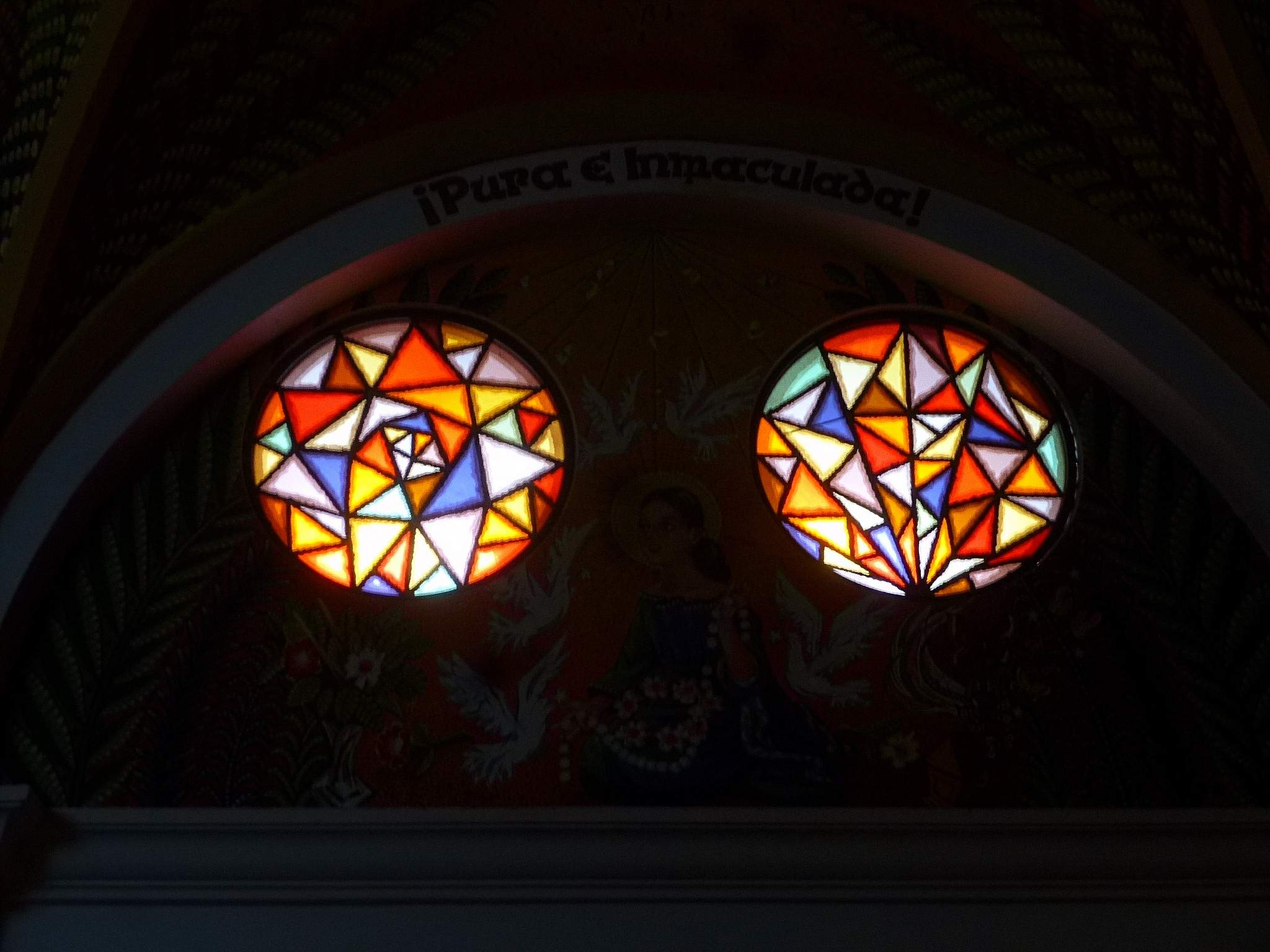
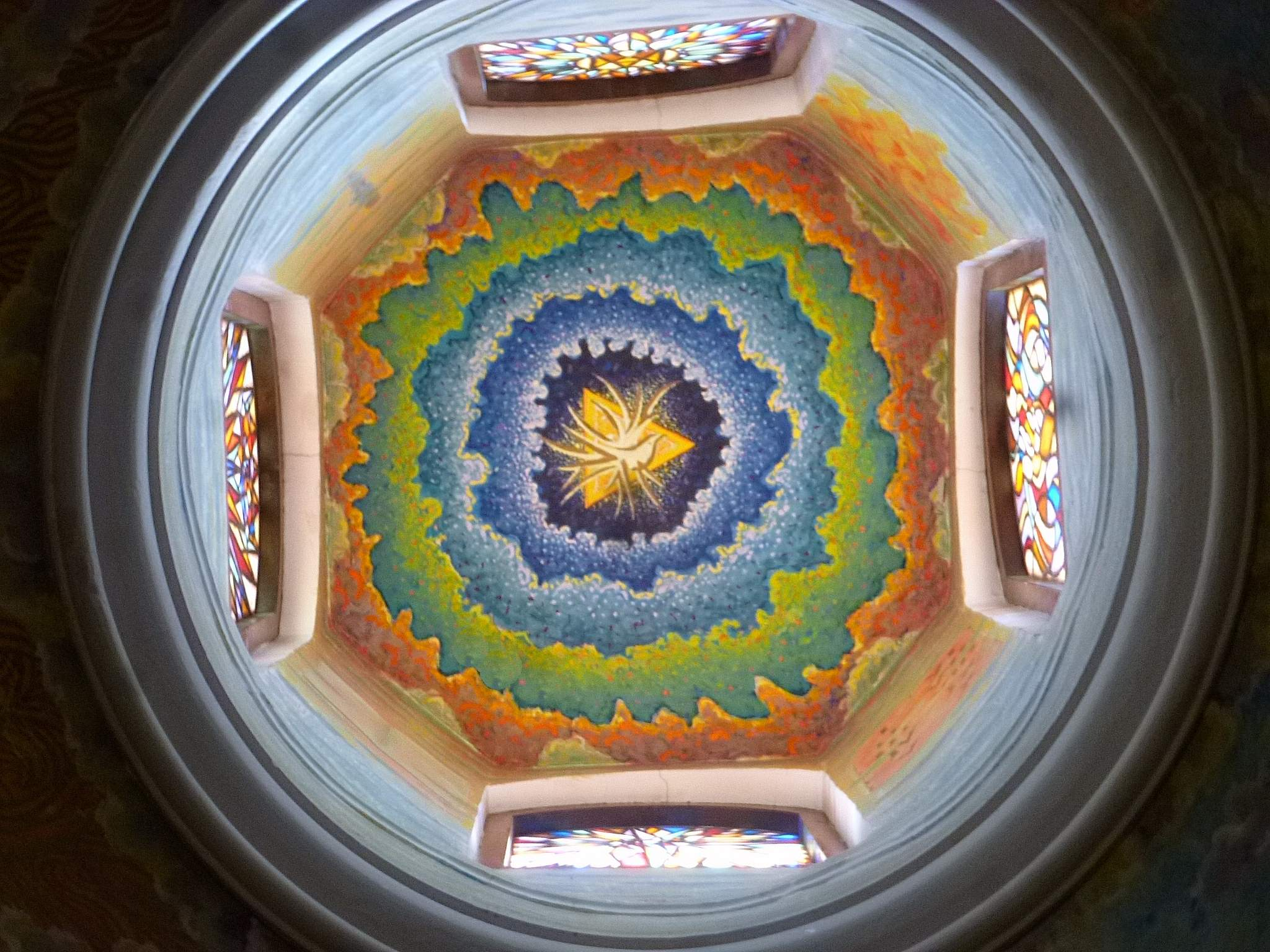

## Tallas marianas

### Virgen del Plu

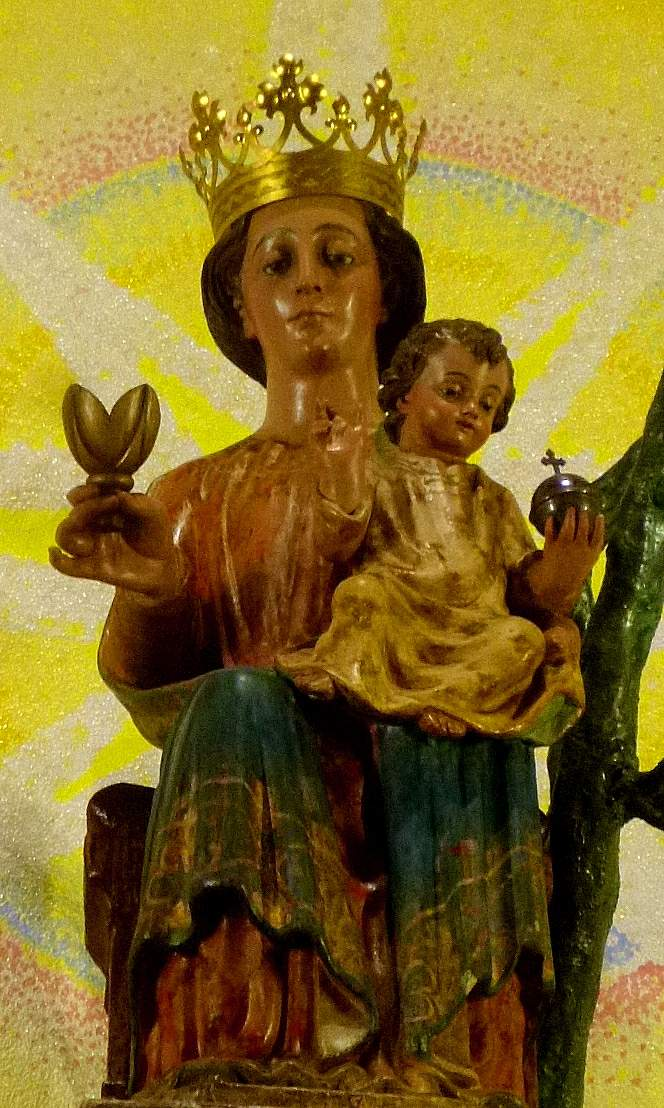
Talla mariana de la Virgen del Plu.

El templo está presidido por la imagen de la Virgen del Plu, una talla sedente, gótica, «quizá de origen medieval, pero tan transformada en sucesivas restauraciones que apenas queda nada de la imagen antigua.»

### Nuestra Señora de Marcilla

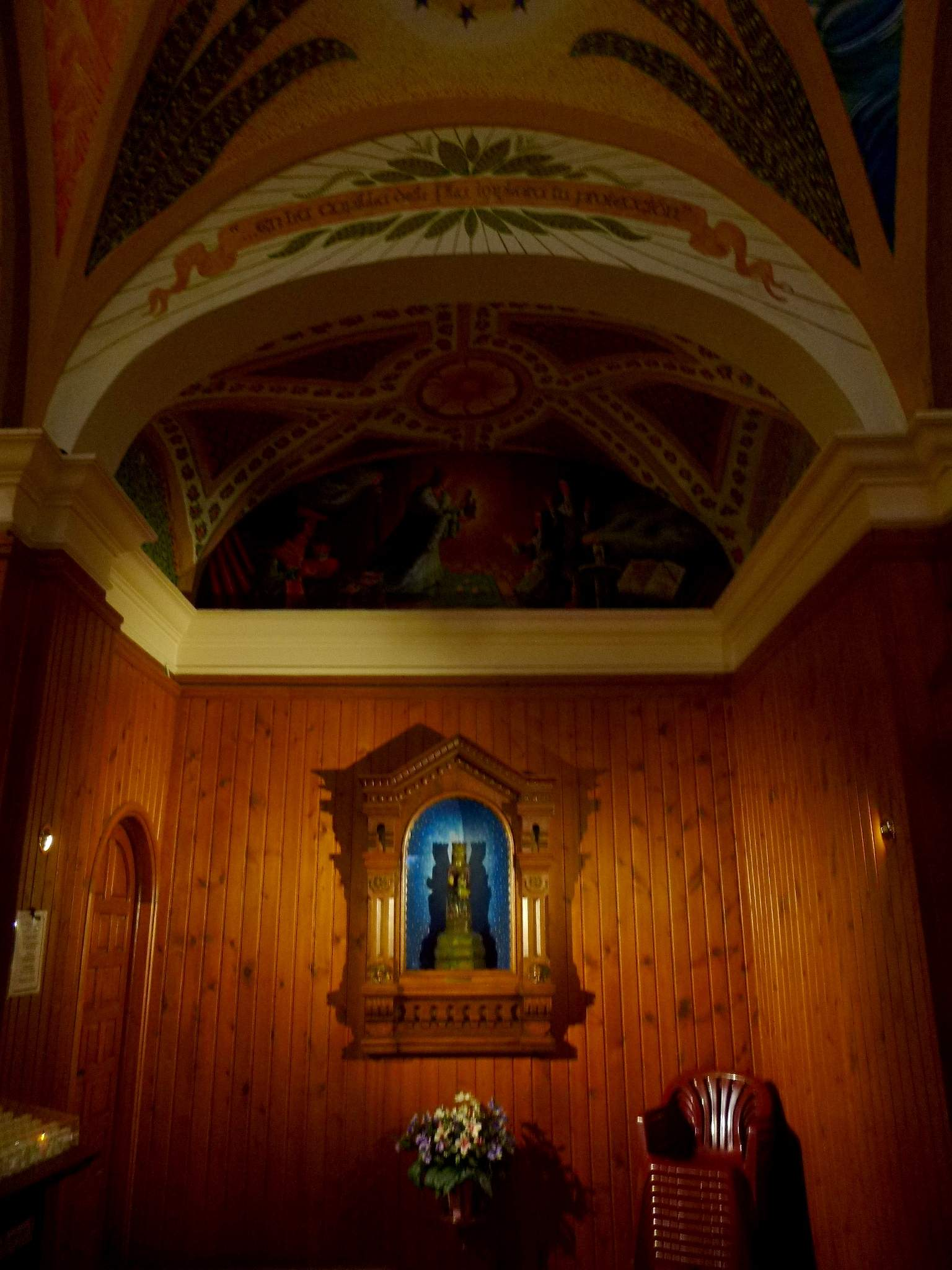
Vista de la capilla lateral donde se venera la imagen de Nuestra Señora de Marcilla

Así mismo, en el crucero, se conserva una talla románica de Nuestra Señora de Marcilla, preservada en una hornacina acristalada, también muy restaurada y de la que aún quedan trazas de la talla original. En 1937 su altar sufrió un incendio que forzó su reforma y repintado.

La talla apenas tiene 37 cm de altura siendo una de las más pequeñas de la imaginería medieval navarra. Iconográficamente responde al grupo de tallas románicas que la profesora Clara Fernández-Ladreda clasificó en un primer grupo, al que llamó "vírgenes sustentantes", junto a otras imágenes de Monteagudo, Lizasoáin, Armañanzas, Morentin, Zurucuáin, Luquin y Erdozáin. Este grupo está caracterizado por «la tímida relación establecida entre María y el Niño mediante el gesto de la mano izquierda de la Madre, con el que sujeta las piernas de su Hijo». Pero debe reseñarse que fruto de las restauraciones más modernas son varios elementos como el atributo y la mano derecha de la madre.

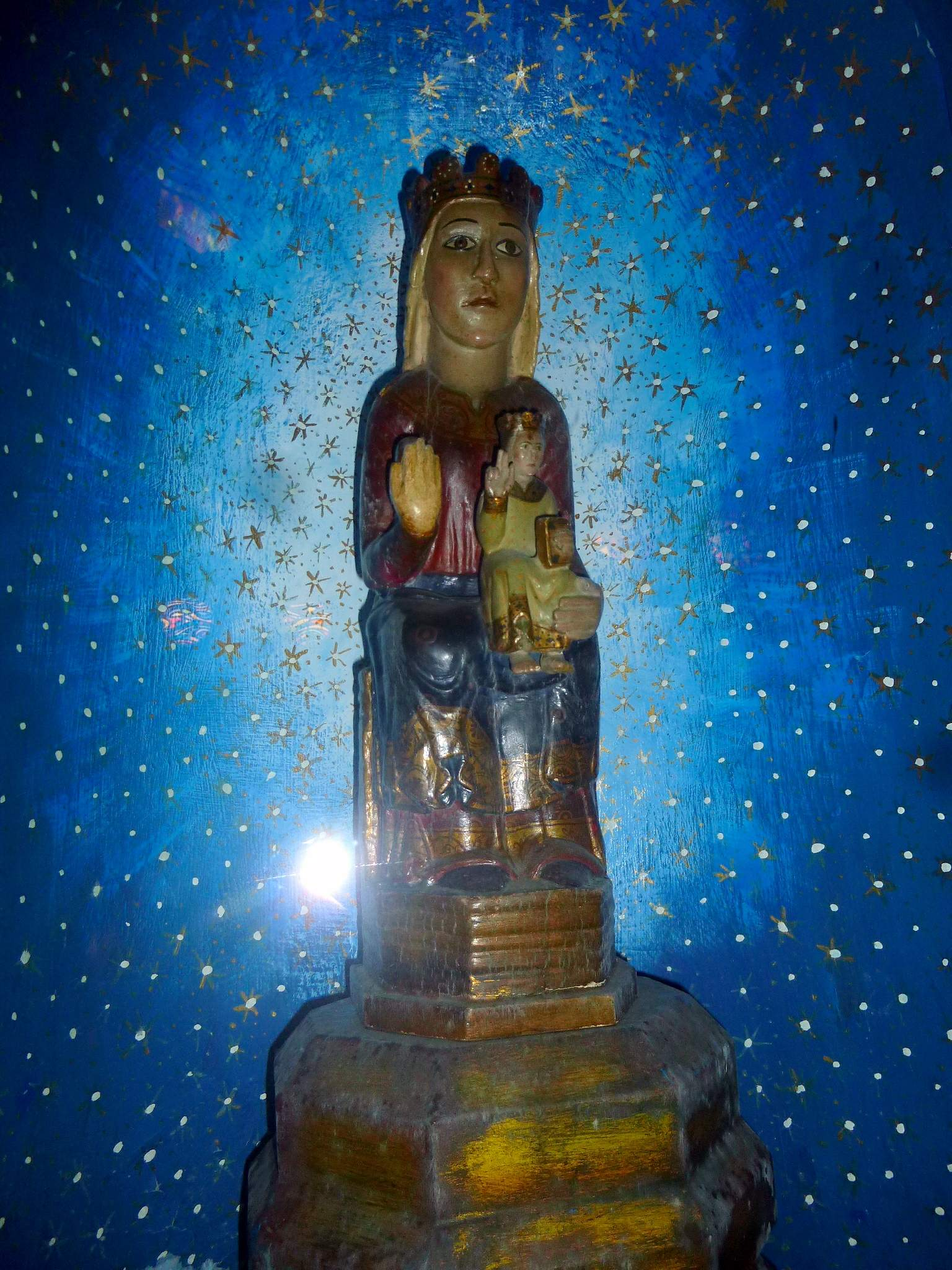
Talla mariana de Nuestra Señora de Marcilla (Marcilla, Navarra)

En lo referente a la «indumentaria se aparta ligeramente de las normas generales de este grupo, ya que si el vestuario de la Virgen se compone de los tres elementos habituales —túnica, manto y velo—, la de Jesús ha quedado reducida a la túnica, prescindiendo del manto, prenda de uso normal en esta variante y que sólo se omite en este ejemplar y en el de Monteagudo.»